# Csaholc, Szabolcs-Szatmár-Bereg
Csaholc  este un sat în districtul Fehérgyarmat, județul Szabolcs-Szatmár-Bereg, Ungaria, având o populație de 571 de locuitori (2011). 

## Demografie
Componența etnică a satului Csaholc
     Maghiari (69,93%)
     Romi (28,11%)
     Români (1,96%)
Componența confesională a satului Csaholc
     Reformați (64,45%)
     Romano-catolici (4,38%)
     Fără religie (3,33%)
     Greco-catolici (2,63%)
     Necunoscută (25,22%)
     Alte religii (6,48%)
Conform recensământului din 2011, satul Csaholc avea 571 de locuitori. Din punct de vedere etnic, majoritatea locuitorilor (69,93%) erau maghiari, existând și minorități de romi (28,11%) și români (1,96%).  Din punct de vedere confesional, majoritatea locuitorilor (64,45%) erau reformați, existând și minorități de romano-catolici (4,38%), persoane fără religie (3,33%) și greco-catolici (2,63%). Pentru 25,22% din locuitori nu este cunoscută apartenența confesională.